# Gandasoli (Tanjungsiang)
Gandasoli is een bestuurslaag in het regentschap Subang van de provincie West-Java, Indonesië. Gandasoli telt 3236 inwoners (volkstelling 2010).